# Таразевич Георгій Станіславович
Георгій Станіславович Таразевич (17 липня 1937, село Слобода, тепер Мядельського району Мінської області, Республіка Білорусь — 21 березня 2003, місто Мінськ, Республіка Білорусь) — радянський діяч, дипломат, 1-й секретар Мінського міського комітету КП Білорусі, голова Президії Верховної Ради Білоруської РСР, 1-й заступник міністра закордонних справ Республіки Білорусь, надзвичайний і повноважний посол Республіки Білорусь у Республіці Польщі. Член Бюро ЦК КП Білорусі у 1985—1989 роках. Член ЦК КПРС у 1986—1990 роках. Депутат Верховної Ради СРСР 11-го скликання, заступник голови Президії Верховної Ради СРСР у 1986—1989 роках. Народний депутат СРСР (1989—1991). Кандидат технічних наук (1968).

## Життєпис
У 1959 році закінчив Львівський політехнічний інститут.
У 1959—1963 роках — інженер-геодезист, старший геодезист, у 1963—1966 роках — головний інженер загону Західного аерогеодезичного підприємства.
У 1966—1969 роках — старший викладач Білоруського інституту інженерів залізничного транспорту.
Член КПРС з 1967 року.
У 1969—1972 роках — начальник Білоруського картографічного геодезичного підприємства Головного управління геодезії і картографії при Раді Міністрів СРСР.
У 1972—1977 роках — 2-й секретар, 1-й секретар Совєтського районного комітету КП Білорусі міста Мінська.
У 1977—1980 роках — 2-й секретар Мінського міського комітету КП Білорусі.
У 1980—1983 роках — голова виконавчого комітету Мінської міської ради народних депутатів.
У серпні 1983 — листопаді 1985 року — 1-й секретар Мінського міського комітету КП Білорусі.
29 листопада 1985 — 28 липня 1989 року — голова Президії Верховної Ради Білоруської РСР.
У 1987 році закінчив заочно Академію суспільних наук при ЦК КПРС.
У 1989—1991 роках — голова Комісії з національної політики і міжнаціональних відносин Ради національностей Верховної Ради СРСР.
У 1991—1993 роках — голова Комітету з геодезії при Раді Міністрів Республіки Білорусь.
У 1993—1994 роках — 1-й заступник міністра закордонних справ Республіки Білорусь.
У 1994—1995 роках — надзвичайний і повноважний посол Республіки Білорусь у Республіці Польщі.
З середини 1990-х років — член ЦК і голова ЦКК опозиційної Білоруської соціал-демократичної партії «Народна грамада». У 1998 увійшов до Національного виконавчого комітету (тіньовий уряд, створений білоруською опозицією), голова комісії з національних і релігійних відносин.
Помер 21 березня 2003 року в Мінську. Похований на Східному цвинтарі міста Мінська.

## Нагороди і звання
- орден Трудового Червоного Прапора
- два ордени «Знак Пошани»
- орден Дружби народів
- медалі